# Stratford nad Avonou

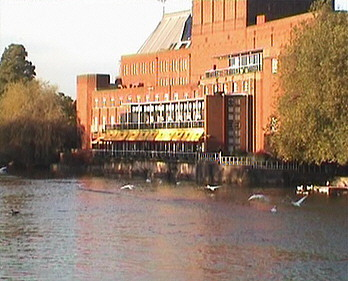
Royal Shakespeare Theatre

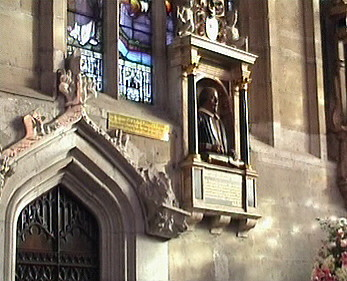
Shakespearův pomník

Stratford nad Avonou (anglicky Stratford-upon-Avon s výslovností [ˌstɹætfədəpɒnˈeɪvn]) je město v anglickém hrabství Warwickshire. Protéká jím řeka Avona (slovo afon nebo avon je v keltštině synonymem pro řeku). Stratford se nachází 35 km jihovýchodně od Birminghamu a 13 km jihozápadně od města Warwick. Jedná se o největší a nejlidnatější město distriktu Stratford-on-Avon. V roce 2007 žilo ve Stratfordu přibližně 25 500 obyvatel.
Stratford nad Avonou je oblíbeným turistickým cílem, protože se zde narodil slavný anglický dramatik a básník William Shakespeare. Stratford každoročně navštíví až 3 miliony turistů z celého světa.

## Historie města

### Středověk
Stratford nad Avonou založili Sasové v 7. století n. l. Nejdříve se jednalo o malou vesnici, která se ovšem díky vzkvétajícímu obchodu a řemeslům proměnila ve 12. století v město. Král Richard I. Lví srdce městu v roce 1196 udělil právo konat trhy. Ve Stratfordu vzkvétala řemesla, jmenovitě kovářství, tesařství, obuvnictví, pekařství nebo pivovarnictví. V této době zde žilo asi 1 000 až 1 500 obyvatel.

### 1500–1800
Navzdory morovým ranám, které Stratford v letech 1564 a 1645 postihly, se město neustále rozrůstalo. Na konci 16. století zde žilo již 1 500 až 2 000 obyvatel. 
V roce 1553 ve Stratfordu král Eduard VI. založil gymnázium. 

### 19. století
V 19. století zaznamenal Stratford velké změny, co se týče různých vynálezů a moderních vymožeností. V roce 1816 byla dokončena stavba říčního kanálu, v roce 1834 bylo zavedeno plynové osvětlení, v roce 1859 bylo město napojeno na železniční síť, což umožnilo turistům snazší přístup do města, a v 50. letech 19. století byla zřízena kanalizační síť. 

## Průmysl
Turistický ruch je mimo průmyslu nejdůležitějším hospodářským odvětvím. Kromě něj je ve městě zastoupen také průmysl zaměřující se na výrobu a údržbu lodí, strojírenský, elektrotechnický nebo potravinářský průmysl.

## Památky

### Divadla
Prvním skutečným divadlem ve Stratfordu byla provizorní dřevěná budova postavená v roce 1769 hercem Davidem Garrickem k výročí narození Williama Shakespeara. Divadlo stálo nedaleko dnešního Royal Shakespeare Theatre, ovšem silné přívalové deště a záplavy, které nedlouho na to město postihly, divadlo zničily.
Na počátku 19. století bylo postaveno malé divadlo zvané The Royal Shakespeare Rooms, které se nacházelo v zahradách Shakespearova domu zvaného New Place. Divadlo ukončilo svoji činnost v 60. letech 19. století. 
Na oslavu Shakespearova 300. výročí narození bylo sládkem Charlesem Edwardem Flowerem v roce 1864 ve velké zahradě pivovaru postaveno prozatímní dřevěné divadlo nazvané Tercentenary Theatre. Po třech měsících však bylo divadlo strženo a stavební materiál byl použit na stavbu obytných domů.
Na počátku 70. let 19. století věnoval Charles Flower několik akrů půdy v okolí břehu řeky Avon místní samosprávě pod podmínkou, že zde bude postaveno divadlo na Shakespearovu památku. V roce 1879 byla dokončena stavba Shakespeare Memorial Theatre, které zaznamenalo velký úspěch. Ovšem v roce 1926 toho divadlo vyhořelo a přestěhovalo se do budovy místního kina. Veřejnou soutěž na stavbu nového divadla vyhrála britská architektka Elisabeth Scottová, která tak vytvořila současnou podobu divadla. Nové divadlo sousedící s pozůstatky vyhořelého divadla slavnostně otevřel v roce 1932 Princ z Walesu a pozdější král Eduard VI. V novém divadle působilo mnoho známých uměleckých ředitelů. V roce 1961 vznikla v divadle Royal Shakespeare Company založená uměleckým ředitelem a režisérem Sirem Peterem Hallem.

### Hall's Croft
Hall’s Croft patřil Shakespearově dceři, Susanně Hallové, a jejímu muži Dr. Johnu Hallovi, za kterého se Susanna provdala v roce 1607. V současné době se v tomto domě nachází sbírka obrazů a nábytku z 16. a 17. století a výstava věnovaná doktoru Johnu Hallovi a tehdejším lékařským postupům. K domu patří také zahrada s rostlinami, které mohl John Hall ve své době používat při léčbě pacientů. John a Susanna Hallovi se po Shakespearově smrti přestěhovali do New Place, který Shakespeare po své smrti dceři odkázal.

### New Place
New Place je dům, který Shakespeare ve Stratfordu obýval před svou smrtí v roce 1616. Dům dnes již nestojí. Pozemek, na kterém se nacházel, je ve vlastnictví Shakespeare Birthplace Trust. Dům stál na rohu Chapel Street a Chapel Lane. Ve své době byl druhým největším domem ve Stratfordu. V roce 1483 jej nechal postavit Hugh Clopton, bohatý kupec a pozdější starosta Londýna, z cihel a dřeva, což bylo v té době ve Stratfordu novinkou. Shakespeare jej koupil v roce 1597, devět měsíců po smrti syna Hamneta. 
Po Shakespearově smrti v roce 1616 dům zdědila jeho dcera Susanna Hallová, po ní jeho vnučka Elizabeth Hallová, jejíž manžel Thomas Nash vlastnil sousední dům Nash’s House. Po Elizabethině smrti se dům vrátil do vlastnictví rodiny Cloptonových. V druhé polovině 18. století byl dům zbourán jeho tehdejším majitelem reverendem Francisem Gastrellem. 

### Nash’s House
Nash’s House sousedí se zahradou a pozůstatky New Place. V současné době je v něm umístěno muzeum, které popisuje vývoj Stratfordu od příchodu prvních obyvatel, kteří se v údolí řeky Avon usadili, až po dobu Williama Shakespeara. Dům se společně s New Place dostal v roce 1891 pod správu Shakespeare Birthplace Trust. 

### Anne Hathaway’s Cottage (Venkovský dům Anne Hathawayové)
Tento venkovský dům je rodným domem Anne Hathawayové, manželky Williama Shakespeara. Nachází se ve vesnici Shottery asi 1,6 km na západ od Stratfordu. Jedná se o dvanáctipokojovou usedlost s rozlehlými zahradami. Nejstarší část domu pochází už z doby před rokem 1500. V Shakespearově době byl známý pod názvem Newlands Farm a náležely k ní pozemky o rozloze více než 36 hektarů. Po smrti Annina otce dům zdědil její bratr Bartholomew. Dům zůstal ve vlastnictví rodiny až do roku 1846, kdy jej byli nuceni prodat, stále ovšem měli dům v pronájmu. V roce 1892 byl dům odkoupen společností Shakespeare Birthplace Trust, která jej po velkém požáru zrekonstruovala. V současné době je dům přístupný veřejnosti a slouží jako muzeum.

### Holy Trinity Church (kostel Nejsvětější Trojice)
Tento kostel je také znám pod názvem Shakespearův kostel (Shakespeare’s Church) díky faktu, že zde byl slavný dramatik pokřtěn a pochován. Společně s ním je zde pohřbena i jeho žena Anne a dcera Susanna. Kostel každoročně navštíví až 200 000 turistů. 
Kostel byl postaven v roce 1210 na základech saského kláštera. Jedná se o vůbec nejstarší budovu ve Stratfordu. 
Ve Stratfordu sídlí také několik institucí, které se zabývají studiem života a díla Williama Shakespeara. Jedná se například o Shakespeare Institute nebo Shahespeare Birthplace trust, který uchovává knihy a dokumenty vztahující se k osobě tohoto dramatika.

## Partnerská města
- Stratford, USA
- Stratford, Kanada
- Dauhá, Katar
- Stratford, Nový Zéland